# Туранська Тетяна Михайлівна
Тура́нська Тетя́на Миха́йлівна (нар. 20 листопада 1972, Білгород-Дністровський Одеської області, Українська РСР) — прем'єр-міністр Придністров'я (2013—2015). Українка за походженням.

## Життєпис
Тетяна Туранська народилася 20 листопада 1972 року в місті Білгород-Дністровський Одеської області.
1995 року закінчила за спеціальністю «бухгалтерський облік, контроль і аналіз в промисловості» Одеський державний економічний університет.
У 1999—2012 роках працювала в Податковій інспекції.
12 березня 2012 року призначена заступником Голови державної адміністрації міста Рибниця і Рибницького району з економічних питань. 30 березня 2012 року призначена першим заступником глави державної адміністрації міста Рибниця і Рибницького району з економічних питань.
Влітку 2012 року призначена на посаду голови державної адміністрації міста Рибниці і Рибницького району ПМР.
19 червня 2013 року призначена заступником Голови Уряду Придністров'я з регіонального розвитку.
10 липня 2013 року Верховна Рада невизнаної республіки Придністров'я підтримала внесену президентом Євгеном Шевчуком кандидатуру Тетяни Туранської на пост Голови Уряду ПМР — після відставки прем'єра Петра Степанова. Туранська виконувала обов'язки Голова уряду ПМР до 2 грудня 2015 року. Офіційним приводом відставки стало обрання Тетяни Туранської депутатом Верховної ради, а законодавство регіону передбачає, що у разі звільнення глави уряду від займаної посади разом з ним йде весь кабінет.
30 листопада 2015 року Туранська була обрана депутатом Верховної Ради Придністровської Молдавської Республіки по виборчому округу № 22.
25 січня 2016 року Туранська склала депутатські повноваження.